# Lígia Feliciano
Ana Lígia Costa Feliciano (Campina Grande, 21 de abril de 1957), é uma médica, empresária e política brasileira. Filiada ao União Brasil (UNIÃO), de 2015 a 2022, ocupou o cargo de vice-governadora do Estado da Paraíba.

## Biografia
Filha dos comerciantes José Amaro da Costa e Maria do Carmo Costa, Lígia estudou no colégio das Damas, onde concluiu seu ensino médio. Estudou Medicina pela Universidade Federal da Paraíba, no campus de Campina Grande (atual Universidade Federal de Campina Grande).
Em 1978, casou-se com o político, empresário e radialista Damião Feliciano, com quem teve três filhos: Renato, Mariana e Gustavo. Lígia Feliciano é diretora-presidente das Faculdades UNESC, da Rádio Panorâmica e dos dois hospitais de sua família.

## Carreira Política
Lígia Feliciano foi candidata a vaga no Senado Federal nas eleições de 2002, ficando quinto lugar.
Nas eleições municipais de 2008, concorreu a vice-prefeita de Campina Grande na chapa com Rômulo Gouveia (PSDB), perdendo no segundo turno.
Foi eleita vice-governadora da Paraíba na chapa do então candidato a reeleição, Ricardo Coutinho (PSB), nas eleições de 2014, cargo para o qual se reelegeu em 2018, com chapa encabeçada por João Azevêdo (PSB).

## Desempenho em eleições
| Ano  | Eleição                     | Cargo            |     | Coligação                                                                                | Chapa                  | Votos     | %      | Resultado           |
| ---- | --------------------------- | ---------------- | --- | ---------------------------------------------------------------------------------------- | ---------------------- | --------- | ------ | ------------------- |
| 2002 | Estaduais na Paraíba        | Senadora         | PSC | Um Novo Caminho (PT,PL,PCdoB,PMN,PSC)                                                    | Marconi Oliveira (PSC) | 169.895   | 5,87%  | Não eleita 5º lugar |
| 2008 | Municipal de Campina Grande | Vice-prefeita    | PDT | Por Amor a Campina (PSDB,PP,DEM,PTB,PRTB,PDT,PV,PTC,PR,PTN,PRP)                          | Rômulo Gouveia (PSDB)  | 109.343   | 48,48% | Não eleita 2° lugar |
| 2014 | Estaduais na Paraíba        | Vice-governadora | PDT | A força do trabalho (PSB,PDT,PT,DEM,PRTB,PRP,PV,PSL,PCdoB,PHS,PPL)                       | Ricardo Coutinho (PSB) | 1.125.956 | 52,61% | Eleita 2° turno     |
| 2018 | Estaduais na Paraíba        | Vice-governadora | PDT | A força do trabalho (PSB,PDT,PT,DEM,PR,PTB,PRP,PODE,PRB,PCdoB,PPS, AVANTE,REDE,PMN,PROS) | João Azevêdo (PSB)     | 1.119.758 | 58,18% | Eleita 1° turno     |